# Edad de Oro de la ciencia ficción
La primera edad de oro de la ciencia ficción —reconocida a menudo como la etapa comprendida entre 1939 y 1946— fue un período donde el género de la ciencia ficción comienza a atraer la atención del público, y donde muchas historias clásicas de este género fueron publicadas.  En la historia de la ciencia ficción, la Edad de Oro fue precedida por la era pulp de los años 1920 y 1930, y precede a la nueva ola de los años 1960 y 1970. Según el historiador Adam Roberts, «(...) la Edad de Oro valoriza una forma particular de escritura: ciencia ficción dura, narraciones lineales, héroes que resuelven problemas o contrarrestan amenazas en un lenguaje de aventura tecnológica o space opera».

## Desde Gernsback a Campbell
Una de las grandes influencias para el inicio de la Edad de Oro fue John W. Campbell, quien se transformó en un personaje legendario del género tras ser director y editor de varias revistas de ciencia ficción, incluyendo a Astounding Science Fiction, hasta el punto en que el mismo Isaac Asimov señalaba que «(...) en los años 1940, (Campbell) dominaba el campo hasta el punto en que parecía verse todo de ciencia ficción». Bajo el mando de Campbell, este género desarrolló más realismo y profundidad psicológica a la hora de caracterizar a sus personajes, superando lo exhibido en la era de la super ciencia Gernsbackiana. La mayoría de los fanes concuerdan en que esta época comenzó alrededor de 1938 o 1939; el número de julio de 1939 de Astounding Science Fiction contiene las primeras historias publicadas de A. E. van Vogt e Isaac Asimov, ambas citadas frecuentemente como el punto de partida de la Edad de Oro.

## Avances en el género

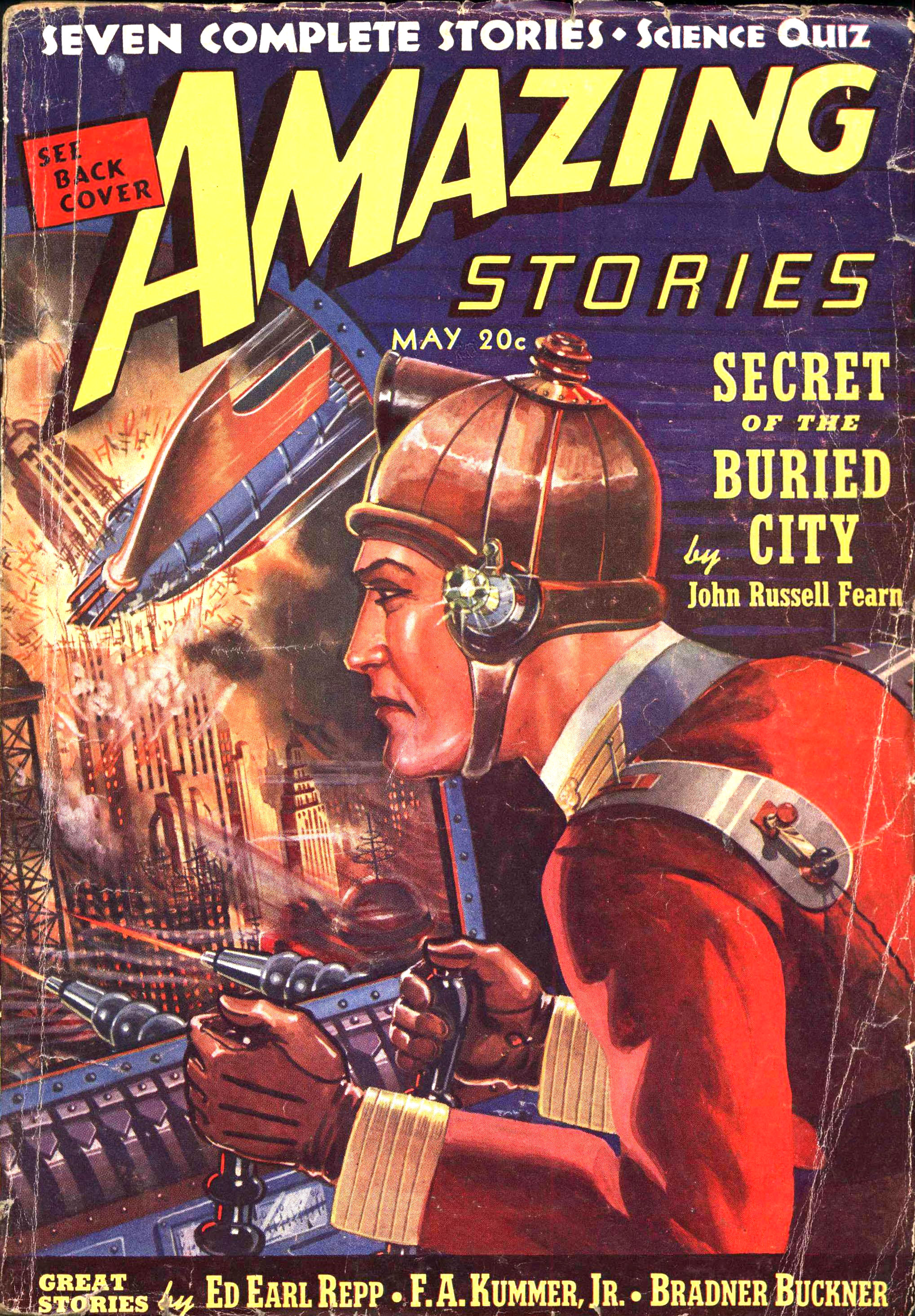
Portada de la revista Amazing Stories (mayo de 1939).

Varios de los tropos más perdurables del género se encuentran en la literatura de la Edad de Oro. El subgénero de la space opera fue prominente con los trabajos de E. E. «Doc» Smith; Isaac Asimov estableció la norma de las tres leyes de la robótica comenzando con el cuento ¡Embustero! de 1941; y también durante este período se escribieron varios clásicos del género, como las sagas Fundación y Lensman. 
Otra característica frecuente de esta etapa fue la celebración de logros científicos y del sense of wonder; al respecto, la novela de Asimov titulada Anochecer ejemplifica este hecho: como en una sola noche, la civilización del planeta se siente abrumado por la revelación de la inmensidad del universo. Las novelas de Robert A. Heinlein de los años 1950, tales como The Puppet Masters, Estrella doble y Tropas del espacio, expresan la ideología del libertarismo, que acaparó gran parte de la Edad de Oro.
A nivel regional, en América del Sur, destacan las obras Alguien mora en el viento (1959), Los altísimos (1959) y El que merodea en la lluvia (1961) de Hugo Correa, Opus dos (1967) de Angélica Gorodischer y compilaciones como Memorias del mañana (1966) y Adiós al futuro (1967), entre otras.
Además, durante esta etapa resurgió como tema central tanto lo religioso como lo espiritual, que ya habían sido utilizados en la proto ciencia ficción antes del intento de eliminación que la era de Hugo Gernsback había llevado adelante al imponer la visión de scientifiction. Entre los trabajos más significativos de dicha narrativa se encuentran: Crónicas marcianas de Bradbury, El fin de la infancia de Clarke, Un caso de conciencia de Blish y Cántico por Leibowitz de Miller.

## Relevancia cultural
Como fenómeno que ha afectado la psique de la mayoría de los jóvenes estadounidenses durante la Segunda Guerra Mundial y la posterior Guerra Fría, la Edad de Oro de la ciencia ficción dejó una marca en la sociedad (no sólo de Estados Unidos); en particular, el comienzo de esta etapa coincidió con la primera Worldcon en 1939, y especialmente para los aficionados, la ciencia ficción se convirtió en una poderosa fuerza social. Particularmente en este período, el género tuvo una influencia indirecta significativa en los campos militar, tecnologías de la información, Hollywood y en la ciencia, especialmente en las industrias biotecnológica y farmacéutica.

## Autores prominentes
| - Poul Anderson - Isaac Asimov - Alfred Bester - James Blish - Nelson S. Bond - Leigh Brackett - Ray Bradbury - Fredric Brown - Bertram Chandler - John Christopher - Arthur C. Clarke | - Hal Clement - L. Sprague de Camp - Lester del Rey - Robert A. Heinlein - L. Ron Hubbard - C. M. Kornbluth - Henry Kuttner - Fritz Leiber - Walter M. Miller, Jr. - C. L. Moore - Chad Oliver | - Frederik Pohl - Ross Rocklynne - Eric Frank Russell - Clifford D. Simak - E.E. "Doc" Smith - Theodore Sturgeon - William Tenn - A. E. van Vogt - Jack Vance - John Wyndham |

## Fin de la Edad de Oro

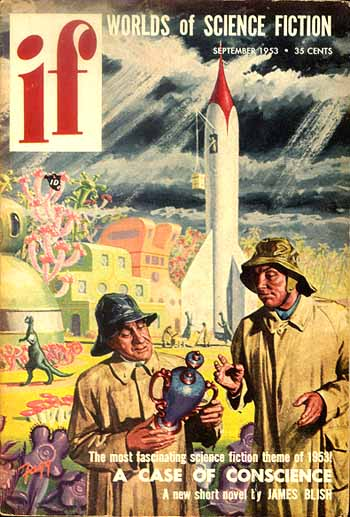
Portada de la revista If (septiembre de 1953), que publicó la primera parte de A Case of Conscience de James Blish.

Resulta más complejo especificar el fin de la Edad de Oro de la ciencia ficción que su comienzo, aunque diversos factores coincidentes cambiaron a este género a mediados de la década de 1950; entre estos, uno de los más importante fue, quizás, la rápida contracción del mercado pulp: Fantastic Adventures y Famous Fantastic Mysteries cerraron en 1953, Planet Stories, Startling Stories, Thrilling Wonder Stories y Beyond en 1955, Other Worlds y Science Fiction Quarterly en 1957, Imagination, Imaginative Tales e Infinity en 1958. Al mismo tiempo, la presencia de la ciencia ficción en televisión y radio mermaron con la cancelación de Captain Video, Space Patrol y Tom Corbett, Space Cadet en 1955.
La ciencia ficción había florecido con los cómics a principios de los años 1950, época en la que no existían restricciones en el material publicado hacia el público juvenil, sin embargo, con la introducción del Comics Code Authority en 1954, el género se vio seriamente afectado, y una de las publicaciones más notables de EC Comics, Incredible Science Fiction, fue cancelada a fines de 1955.
Así, la segunda mitad de la década de 1950 comenzó con una marcada reducción de la visibilidad de la ciencia ficción como género; al mismo tiempo, los avances tecnológicos —que culminaron con el lanzamiento del Sputnik 1 en octubre de 1957— redujo la brecha entre el mundo real y el mundo de la ciencia ficción, desafiando a los autores a ser más audaces y más imaginativos, en un esfuerzo para no convertirse en titulares del ayer. Nuevos géneros de ciencia ficción comenzaron a surgir, centrándose menos en los logros de los seres humanos en las naves espaciales y laboratorios, y mucho más sobre cómo esos logros podrían cambiar la humanidad.